# Roman Weidenfeller
Roman Weidenfeller (Diez, Alemania, 6 de agosto de 1980) es un exfutbolista alemán. Jugó como portero y su último club fue el Borussia Dortmund de la Bundesliga. También fue internacional con la selección alemana.
Se formó como futbolista en las categorías inferiores del 1. FC Kaiserslautern, desde donde pasó en el año 2002 a las filas del Borussia Dortmund. Ha sido internacional por la selección alemana sub-17 y en la absoluta. Tuvo uno de los picos de su carrera en la temporada 2012-13, especialmente en la Liga de Campeones de la UEFA, donde se convirtió en una de las estrellas de la competición. El 8 de mayo de 2018 anunció su retiro, en su último partido contra el Maguncia 05.

## Carrera

### Kaiserslautern
En 1998, inició su carrera profesional jugando para el equipo juvenil del Kaiserslautern. Más tarde, formó parte de la reserva de dicho club.
Para la temporada 2000-01, fue promovido al primer equipo, con el que solo jugó en seis ocasiones en un lapso de dos años. En ese periodo el arquero titular fue Georg Koch.

### Borussia Dortmund
En 2002, Weidenfeller  quedó libre y fue fichado por el Borussia Dortmund para suplir la inminente baja de Jens Lehmann, quien se iría al Arsenal un año más tarde.
Su debut con su nuevo equipo amarillo fue el 17 de diciembre de 2003 en una derrota 1 a 0 contra su anterior club.
En 2005, sufrió una rotura en el menisco de la rodilla izquierda durante un entrenamiento. Esto derivó una intervención quirúrgica.
A principios de la temporada 2007-08, fue sancionado con tres partidos y multado con € 10 000 por "insultos racistas" contra el goleador del Schalke 04, Gerald Asamoah. El hecho denunciado ocurrió en un encuentro disputado entre ambos clubes el 18 de agosto de 2007. Luego de ello, el arquero habría ofrecido disculpas a Asamoah.
En 2011 ganó la Bundesliga con el combinado de Dortmund. Y un año más tarde repetiría el título de Liga, siendo además campeón de la Copa alemana.
El 6 de mayo de 2013, Weidenfeller firmó una extensión de contrato hasta 2016.
El 27 de julio de 2013, se proclamó campeón de la Supercopa alemana, luego de una victoria por 4 a 2 contra el Bayern Múnich.
Al final de la temporada 2014-15, y ante la salida del técnico Jürgen Klopp, Weindenfeller perdería  la titularidad ante Roman Bürki dadas las preferencias del nuevo entrenador, Thomas Tuchel. Pese a ello, continuó jugando en los torneos internacionales.
El 5 de febrero de 2016, extendió su contrato un año más, el cual fue renovado nuevamente el 9 de mayo de 2017.
Su partido de despedida tuvo lugar el 7 de septiembre de 2018 en el Signal Iduna Park, en un encuentro amistoso entre "Roman y sus Amigos" y las "Estrellas del Borussia Dortmund". En dicho partido Weidenfeller anotó dos goles.

## Selección nacional

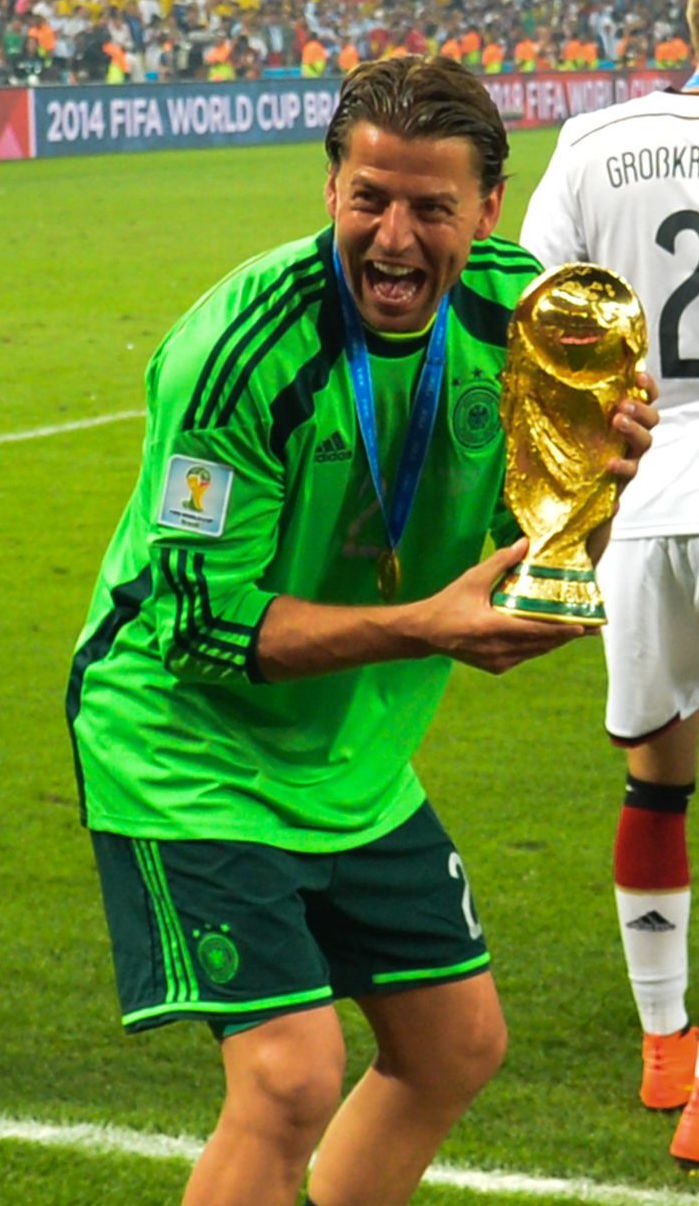
Weidenfeller posando con el trofeo de la Copa Mundial de Fútbol en 2014.

En 1997, Weidenfeller fue integrante la selección sub-16 de Alemania. Durante dos temporadas disputó tres partidos con la selección y formó parte de la plantilla que logró el tercer puesto en el Campeonato Europeo Sub-16 de 1997.
El 8 de mayo de 2014, Weidenfeller fue incluido en la lista preliminar de 30 jugadores por el entrenador Joachim Löw con miras a la fase final de la Copa Mundial de 2014. Fue ratificado entre los 23 jugadores que viajarán a Brasil el 2 de junio.
El 13 de julio de 2014 se coronó campeón del mundo al vencer en la final 1-0 a la selección Argentina.

### Participaciones en Copas del Mundo
| Copa              | Sede   | Resultado | Partidos | Goles |
| ----------------- | ------ | --------- | -------- | ----- |
| Copa Mundial 2014 | Brasil | Campeón   | 0        | 0     |

## Estadísticas

### Clubes
| Club | Div.          | Temporada     | Liga  | Liga  | Copa de Alemania | Copa de Alemania | Torneos internacionales(1) | Torneos internacionales(1) | Otros(2) | Otros(2) | Total | Total |
| Club | Div.          | Temporada     | Part. | Goles | Part.            | Goles            | Part.                      | Goles                      | Part.    | Goles    | Part. | Goles |
| --- | ------------- | ------------- | ----- | ----- | ---------------- | ---------------- | -------------------------- | -------------------------- | -------- | -------- | ----- | ----- |
| 1. FC Kaiserslautern II · Alemania | 3.ª           | 1998-99       | 4     | 0     | —                | —                | —                          | —                          | —        | —        | 4     | 0     |
| 1. FC Kaiserslautern II · Alemania | 3.ª           | 1999-00       | 35    | 0     | —                | —                | —                          | —                          | —        | —        | 35    | 0     |
| 1. FC Kaiserslautern II · Alemania | 4.ª           | 2001-02       | 12    | 0     | —                | —                | —                          | —                          | —        | —        | 12    | 0     |
| 1. FC Kaiserslautern II · Alemania | Total club    | Total club    | 51    | 0     | 0                | 0                | 0                          | 0                          | 0        | 0        | 51    | 0     |
| 1. FC Kaiserslautern · Alemania | 1.ª           | 2000-01       | 3     | 0     | 0                | 0                | 1                          | 0                          | —        | —        | 4     | 0     |
| 1. FC Kaiserslautern · Alemania | 1.ª           | 2001-02       | 3     | 0     | 1                | 0                | —                          | —                          | —        | —        | 4     | 0     |
| 1. FC Kaiserslautern · Alemania | Total club    | Total club    | 6     | 0     | 1                | 0                | 1                          | 0                          | 0        | 0        | 8     | 0     |
| Borussia Dortmund II · Alemania | 4.ª           | 2002-03       | 7     | 0     | —                | —                | —                          | —                          | —        | —        | 7     | 0     |
| Borussia Dortmund II · Alemania | 4.ª           | 2003-04       | 4     | 0     | —                | —                | —                          | —                          | —        | —        | 4     | 0     |
| Borussia Dortmund II · Alemania | 4.ª           | 2004-05       | 2     | 0     | —                | —                | —                          | —                          | —        | —        | 2     | 0     |
| Borussia Dortmund II · Alemania | Total club    | Total club    | 13    | 0     | 0                | 0                | 0                          | 0                          | 0        | 0        | 13    | 0     |
| Borussia Dortmund · Alemania | 1.ª           | 2002-03       | 11    | 0     | 2                | 0                | —                          | —                          | 1        | 0        | 14    | 0     |
| Borussia Dortmund · Alemania | 1.ª           | 2003-04       | 17    | 0     | 2                | 0                | 6                          | 0                          | 2        | 0        | 27    | 0     |
| Borussia Dortmund · Alemania | 1.ª           | 2004-05       | 26    | 0     | 1                | 0                | —                          | —                          | —        | —        | 27    | 0     |
| Borussia Dortmund · Alemania | 1.ª           | 2005-06       | 24    | 0     | 1                | 0                | 2                          | 0                          | —        | —        | 27    | 0     |
| Borussia Dortmund · Alemania | 1.ª           | 2006-07       | 34    | 0     | 2                | 0                | —                          | —                          | —        | —        | 36    | 0     |
| Borussia Dortmund · Alemania | 1.ª           | 2007-08       | 14    | 0     | 0                | 0                | —                          | —                          | —        | —        | 14    | 0     |
| Borussia Dortmund · Alemania | 1.ª           | 2008-09       | 32    | 0     | 3                | 0                | 2                          | 0                          | —        | —        | 37    | 0     |
| Borussia Dortmund · Alemania | 1.ª           | 2009-10       | 30    | 0     | 3                | 0                | —                          | —                          | —        | —        | 33    | 0     |
| Borussia Dortmund · Alemania | 1.ª           | 2010-11       | 33    | 0     | 2                | 0                | 8                          | 0                          | —        | —        | 43    | 0     |
| Borussia Dortmund · Alemania | 1.ª           | 2011-12       | 32    | 0     | 4                | 0                | 6                          | 0                          | 1        | 0        | 43    | 0     |
| Borussia Dortmund · Alemania | 1.ª           | 2012-13       | 31    | 0     | 4                | 0                | 13                         | 0                          | 1        | 0        | 49    | 0     |
| Borussia Dortmund · Alemania | 1.ª           | 2013-14       | 30    | 0     | 3                | 0                | 9                          | 0                          | 1        | 0        | 43    | 0     |
| Borussia Dortmund · Alemania | 1.ª           | 2014-15       | 25    | 0     | 0                | 0                | 7                          | 0                          | —        | —        | 32    | 0     |
| Borussia Dortmund · Alemania | 1.ª           | 2015-16       | 1     | 0     | 0                | 0                | 13                         | 0                          | —        | —        | 14    | 0     |
| Borussia Dortmund · Alemania | 1.ª           | 2016-17       | 7     | 0     | 2                | 0                | 2                          | 0                          | 0        | 0        | 11    | 0     |
| Borussia Dortmund · Alemania | 1.ª           | 2017-18       | 2     | 0     | 0                | 0                | 1                          | 0                          | 0        | 0        | 3     | 0     |
| Borussia Dortmund · Alemania | Total club    | Total club    | 349   | 0     | 29               | 0                | 69                         | 0                          | 6        | 0        | 453   | 0     |
| Total carrera | Total carrera | Total carrera | 419   | 0     | 30               | 0                | 70                         | 0                          | 6        | 0        | 525   | 0     |
| (1) Incluye datos de la Copa de la UEFA (2000-09), Liga Europa de la UEFA (2010-16) y Liga de Campeones de la UEFA (2011-18). (2) Incluye datos de la Copa de la Liga de Alemania (2002-04) y Supercopa de Alemania (2012-14). |               |               |       |       |                  |                  |                            |                            |          |          |       |       |

## Palmarés

### Campeonatos nacionales
| Título                | Club              | País     | Año  |
| --------------------- | ----------------- | -------- | ---- |
| 1. Bundesliga         | Borussia Dortmund | Alemania | 2011 |
| 1. Bundesliga         | Borussia Dortmund | Alemania | 2012 |
| Copa de Alemania      | Borussia Dortmund | Alemania | 2012 |
| Supercopa de Alemania | Borussia Dortmund | Alemania | 2013 |
| Supercopa de Alemania | Borussia Dortmund | Alemania | 2014 |
| Copa de Alemania      | Borussia Dortmund | Alemania | 2017 |

### Campeonatos internacionales
| Título                 | Club                  | País   | Año  |
| ---------------------- | --------------------- | ------ | ---- |
| Copa Mundial de Fútbol | Selección de Alemania | Brasil | 2014 |